# Brzeszcze
Brzeszcze  (udtale: [ˈbʐɛʂt͡ʂɛ] (tysk: Brisk) er en by i det sydøstlige Polen. Den ligger i voivodskabet Lillepolen (Województwo małopolskie) og har 11.049(2021) indbyggere, og et areal på 	19,17 km². Den er en del af powiat (amt) Oświęcim. Byens historie går tilbage til det 15. århundrede, og den blev sandsynligvis grundlagt af flamske bosættere. Brzeszcze ligger langs regionale veje nr. 933 og nr. 949, og dens navn kommer fra brzost-træerne (Ulmus glabra), som engang var rigelige i floddalen Soła. Tidligere blev byen stavet Brzescie, Breszcze, Brescze, Brzeszce og Brzesczye.

## Geografi
Brzeszcze ligger i den nordlige del af Karpaternes forbjerge, ved floden Wisła i den vestlige del af Lillepolen. Byen er en del af det Øvre Schlesiske Kulbassin. Afstanden til Kraków er 79 km, og afstanden til den tjekkiske grænseovergang ved Cieszyn, 50 km.

## Historie
Den første dokumenterede omtale af Brzeszcze kommer fra 1438, hvor landsbyen var en del af Hertugdømmet Oświęcim, i Kongeriget Bøhmen. I 1457 indvilligede Jan 4. af Oświęcim i at sælge hertugdømmet til polske krone, og i det ledsagende dokument udstedt den 21. februar blev landsbyen nævnt som Brzescze. Hertugdømmet Oświęcims område blev til sidst indlemmet i Polen i 1564.
I århundreder forblev Brzeszcze en lille, privat landsby, som tilhørte polske konger, som lejede den ud til medlemmer af adelen. Indbyggerne var hovedsageligt fiskere og bønder, og blandt andre var Brzeszcze ejet af Dominik Gherri, lægen til kong Stanisław August Poniatowski. Som næsten alle byer og landsbyer i Lillepolen blev Brzeszcze fuldstændig ødelagt under den svenske invasion af Polen (1655-1660).